# Láďa Karda
Ladislav Karda (* 23. října 1989 Písek) je český improvizátor, herec, stand-up komik, lektor ve škole Improvizace, textař a frontman kapely Cílená nejistota. Je znám především jako zakladatel improvizační skupiny České národní improvizační divadlo (dříve 20 000 židů pod mořem) a jako herec divadla NoD, ve kterém několik inscenací i režíroval.

## Život

### Studium a umělecké začátky
V 9 letech začal chodit do dramatického kroužku. Jeho definitivní rozhodnutí věnovat se divadlu proběhlo, když mu bylo 16 let, během divadelní přehlídky Nahlížení v Bechyni. Vystudoval knihkupectví na ISŠ Národní a poté Tvorbu písňového textu a scénáře na VOŠ při Konzervatoři Jaroslava Ježka. Po 12 neúspěšných pokusech dostat se na pražskou DAMU byl roku 2013 přijat ke studiu Katedry alternativního a loutkového divadla. V roce 2018 studium dokončil diplomovou prací o skupině 20 000 židů pod mořem.
V roce 2012 debutoval na filmovém plátně v komedii Můj vysvlečenej deník, v roce 2015 účinkoval ve dvou krátkometrážních filmech – Zlatý ruce a Hex games.
Jako improvizátor začínal u České improvizační ligy v týmu KL.I.KA. Mezi lety 2009 a 2013 tento tým trénoval. Z Improligy vzešla i improvizační skupina Just!Impro založená v roce 2010, jejímž nejmladším členem se Karda stal.
Kardovy divadelní začátky jsou neodlučitelně spjaté se studiem DAMU, a tedy i divadlem DISK, v němž se podílel na více než 12 inscenacích.

### Improvizace a divadlo

#### Improvizace
V roce 2016 založil improvizační skupinu 20 000 židů pod mořem (později České národní improvizační divadlo) protože toužil po souboru, jehož členové budou otevření experimentům a budou zkoušet improvizaci v jiné formě, než bylo v Česku do té doby obvyklé. Vybral takové herecké partnery, aby se na jevišti sešly výrazné, ale odlišné povahové typy. Skupinu tvoří Pavla Sedláčková, Eliáš Jeřábek, Alžběta Nováková, Jáchym Sůra, Václav Zimmerman a muzikantka Tanita Yankova. Soubor se vyznačuje dlouhými a originálními improvizačními formáty. V létě působí na hudebních a divadelních festivalech, v sezóně převážně v divadlech NoD a DISK.
Je také členem improvizační skupiny Just!Impro, jejíž představení jsou založena na standardních improvizačních disciplínách a interakci s diváky. Jeden z nejoblíbenějších pražských improvizačních útvarů působí zejména ve Švandově divadle.
Pravidelně hraje na zahraničních festivalech improvizace, vystupoval už Německu na festivalech IMPRO2018, IMPRO2019, IMPRO2020, v Rakousku na ImproCup2018, na Slovinsku na Goli Oder a Kamfest, Slovensku na Vlnoplocha 2016 a v Kanadě na Edmonton Fringe Festivalu a v divadle Loose Moose Theatre.
Věnuje se také sólové improvizaci a v minulosti pravidelně pořádal improvizační večery Veksl Impro, při kterých improvizoval se zahraničními hosty, českými herci, režiséry a muzikanty, kteří se improvizaci primárně nevěnují.
Karda sám sebe tituluje jako „nejlepšího improvizátora v této zemi“. Pro jeho tvrzení ovšem neexistují žádné empirické důkazy.

#### Divadlo
V minulosti účinkoval v Divadlech DISK, Studio Ypsilon, Studio Damúza, Crossroads, je členem souboru divadla NoD. V divadle NoD hraje v inscenacích Osamělost komiksových hrdinů, Měsíční sonáta č. 11, Fantasy!, Bible 2 a The legend of Lunetic. Byla zde uvedena také jeho hra Loutky a cigára. Autorská inscenace komediální one man show s alkoholovou tematikou, kterou Karda vytvořil ve 2. ročníku DAMU, se hrála následujících 6 let po Česku, ale objevila se také v Německu a na Slovinsku. Derniéra proběhla v říjnu 2021 v KC vozovna.
Pravidelně vystupuje se svými stand-upy ve skupině Underground comedy.

#### Režie
Režíroval několik site-specific projektů: Prequel Casablanca ve sklepení DAMU, Prequel Golem na židovském hřbitově v Boskovicích, Bílou nemoc ve staré vojenské nemocnici v Terezíně, Impresárium B. na lodi Tajemství a Zaživa! v klubu Roxy.

### Hudba
Folk-punková kapela s názvem Cílená nejistota začala původně jako divadlo na přelomu let 2007 a 2008. V původní sestavě působil Karda jako baskytarista a zpěvák, ale po odchodu frontmana Jiřího Hvězdoně zaujal jeho místo a vyměnil baskytaru za zpěv. Aktuálně je jediným zbývajícím členem z původní sestavy. S kapelou Cílená nejistota je spjat malý hudebně-divadelní festival Aber Sometimes Fest, který skupina každoročně pořádá v Hlubočepech. V září 2021 proběhl již 14. ročník.
Jeho písňový text Až nebudu se objevil na desce kapely Chinaski Rockfield.